# Deux Légionnaires au harem
Pour plus de détails, voir Fiche technique et Distribution.
Deux Légionnaires au harem (Totò sceicco) est une comédie italienne réalisée par Mario Mattoli et sortie en 1950.
Le film est une parodie de certains films populaires à l'époque, Le Fils du cheik (1926) avec Rodolfo Valentino et L'Atlantide (1949). Il s'inspire aussi directement du roman original L'Atlantide de Pierre Benoit, publié en 1919.

## Synopsis
Antonio Sapone est le majordome en chef de l'obèse Marquise de San Frustone, qui brise les chaises les unes après les autres, surtout lorsqu'elle souffre et pleure à cause des chagrins que lui cause son fils, le Marquis Gastone. Antonio utilise le sifflet pour appeler les serviteurs de la maison noble et un treuil pour hisser la marquise. Le marquis, désespéré par sa querelle avec sa fiancée, la chanteuse Lulù, décide de se suicider. Il demande à Antonio de le tuer pour ne pas avoir à le faire lui-même, et devant le refus du majordome, décide enfin de s'engager dans la Légion étrangère pour ne plus jamais revoir Lulù.
La marquise continue de briser les chaises et s'inquiète de plus en plus du sort de son fils. Elle demande à Antonio de le suivre et de se tenir à ses côtés pour l'empêcher de commettre une bêtise. Antonio accepte en échange d'un palais que la marquise lui promet. À la suite d'une série de malentendus, au lieu de s'engager dans la Légion étrangère, Antonio se retrouve dans les rangs des rebelles, qui lui font croire qu'il est le fils du Cheikh, arrêté en Europe. Après avoir sauvé la vie de Gastone, les deux hommes parviennent à s'échapper. Au cours de leur voyage dans le désert, une insolation rend Gastone fou et il devient convaincu qu'il a réellement capturé le fils du cheikh. Exposé au danger d'être abattu par les légionnaires, Antonio est sauvé in extremis par Gastone lui-même, qui a heureusement repris ses esprits et retrouve également sa Lulu.
Capturés une nouvelle fois par des maraudeurs arabes lors d'un tour de garde, ils arrivent tous deux dans une mystérieuse cité souterraine, l'ancienne Atlantide, où règne la reine Antinea. Elle est si belle qu'elle porte un masque pour ne pas tomber amoureuse. Quiconque ose regarder son visage devient fou et sera saisi de l'irrésistible désir de l'embrasser, mais paiera de sa vie ce baiser car les lèvres de la reine sont empoisonnées.
Antonio et Gastone rencontrent un fou qui erre dans les temples animé par l'obsession d'embrasser la reine. Puis, capturés, ils sont conduits devant Antinea, qui, ayant enlevé son masque, provoque la folie de Gastone, qui a oublié Lulu. Mais la reine s'éprend d'Antonio, tandis qu'elle met Gastone aux fers. Dans l'instant qui précède le baiser, Antonio découvre qu'il mourrait des lèvres empoisonnées de la reine ; il lui fait alors fermer les yeux, puis convoque le vagabond fou pour l'embrasser. Son plan fonctionne et le vagabond reçoit de la reine le baiser fatal qui le laisse mort.
Gaston doit alors s'échapper et reprendre ses esprits, tandis que les légionnaires, qui ont découvert le passage secret vers l'Atlantide, plongent tous sous terre et se livrent à une bagarre générale avec les habitants de la ville souterraine. Le colonel des rebelles, en admirant les splendides richesses préservées, devient fou et fait exploser à la dynamite les trésors du monde inexploré.
Les fugitifs se sauvent et retournent en Italie. La marquise de San Frustone est heureuse de donner à Antonio son palais pour se retirer à la campagne.

## Fiche technique
- Titre français : Deux Légionnaires au harem ou Le Cheik dans son harem[2]
- Titre original italien : Totò sceicco[3]
- Réalisateur : Mario Mattoli
- Scénario : Age-Scarpelli, Vittorio Metz, Marcello Marchesi
- Photographie : Mario Albertelli (it)
- Montage : Giuliana Attenni (it)
- Musique : Armando Fragna (it) (chef d'orchestre Felice Montagnini)
- Décors : Piero Filippone
- Production : Giulio Manenti (it)
- Sociétés de production : Manenti Film (it)
- Pays de production :  Italie
- Langue originale : italien
- Format : Noir et blanc - 1,37:1 - Son mono - 35 mm
- Durée : 93 minutes
- Genre : Comédie
- Dates de sortie :
  - Italie : 30 novembre 1950
  - France : 1er avril 1953[2]

## Distribution
- Totò : Antonio Sapone
- Tamara Lees : Antinea, reine de l'Atlantide
- Aroldo Tieri : Gastone, le marquis
- Laura Gore : Lulu, la chanteuse
- Lauretta De Lauri : Fatma, la princesse
- Ada Dondini : la marquise de San Frustone
- Kiki Urbani : la danseuse arabe
- Cesare Polacco : Mohamed].
- Arnoldo Foà : le fou
- Mario Castellani : Zacarias, colonel des rebelles.
- Giacomo Furia : deuxième légionnaire
- Riccardo Billi : l'Arabe de Bitonto
- Ubaldo Lay : le major de la Légion étrangère
- Carlo Duse : un bédouin
- Carlo Croccolo : le serveur du bar du port.
- Ughetto Bertucci : Ludovico, le chauffeur
- Raimondo Vianello : officier de la Légion étrangère
- Aldo Giuffré : premier légionnaire
- Totò Mignone : troisième légionnaire
- Pasquale De Filippo : quatrième légionnaire
- Eduardo Passarelli : le légionnaire médical
- Ubaldo Loria : Battista, le majordome
- Franco Jamonte : Ali Baba
- Italo Tancredi : le marin qui pousse Totò dans un tonneau.

## Production
Tourné entre septembre et octobre 1950, peu après le tournage de Totò Tarzan, Deux Légionnaires au harem est probablement le point culminant de la collaboration entre Totò et le réalisateur Mario Mattoli et clôt l'année cinématographique la plus prolifique de l'acteur napolitain. Les quatre scénaristes se sont inspirés du film muet Le Fils du cheik (1926) avec Rodolfo Valentino et du film L'Atlantide réalisé en 1949 par Gregg Tallas.
En réalité, le projet initial était légèrement différent : le premier script s'intitulait Totò e i dischi volanti (litt. « Totò et les soucoupes volantes »), avec Totò qui se trouvait par hasard en Arabie pour transmettre un document secret contenant les données d'une rampe de lancement de soucoupes volantes. Ce script sera ensuite retravaillé pour une aventure en bande dessinée de Totò, publiée quelque temps plus tard dans une série qui lui est consacrée.
La bande originale est totalement basée sur le motif d'une chanson composée par Armando Fragna (it), Lulu del Cabaret, qui est interprétée deux fois dans le film, dans la scène de la taverne et dans la scène du commandement de la Légion étrangère. L'actrice britannique Tamara Lees, qui joue le rôle de la reine Antinea, est également la seule actrice doublée dans la version originale italienne du film, en l'occurrence par Tina Lattanzi.
Après une première apparition dans Totò Tarzan, dans lequel il jouait un petit ami timide dans un train, Carlo Croccolo fait ici sa première véritable apparition aux côtés de Totò dans le rôle du serveur de la taverne.
Le désert du film a été recréé sur la plage de Sabaudia (province de Latina), tandis que la scène du treuil pour soulever la marquise de San Frustone a été inspirée par une chute dans les escaliers de la mère du comédien ; son appel à l'aide pour la soulever du sol a été suivi par les rires tonitruants d'un groupe d'enfants.
Certaines séquences du film ont été tournées pour le marché étranger - principalement français - avec des odalisques aux seins nus. Mariano Laurenti a réalisé ces scènes, car Mattoli n'avait pas envie de le faire. À un moment donné, alors que l'assistant donnait des ordres aux figurants nus, un projecteur de lumière, poussé par inadvertance, est tombé sur le strapontin du réalisateur, heureusement vide. Ces séquences n'ont jamais été retrouvées par la suite.

## Exploitation
Le film a très bien marché en Italie, cumulant 5 millions d'entrées et se classant à la 6e place du box-office Italie 1950.